# MD Helicopters
MD Helicopters Inc. est l’une des dernières sociétés indépendantes portant encore le nom de McDonnell Douglas. Elle est spécialisée dans la construction d’hélicoptères et trouve son origine auprès de Hughes Tool Company, Aircraft Division.

## Historique
La Hughes Tools company fut fondée en 1908 par Howard R. Hughes afin de commercialiser une tête de forage qui  changea radicalement le processus de forage pétrolier. À sa mort, son fils Howard Hughes hérita de la compagnie. Il créa une division en 1932, sous le nom Hughes Aircraft Company qui après 1947 se consacra aux hélicoptères.
La société changea encore de nom pour devenir « Hughes Helicopters » en 1981.
Le premier succès fut le Hughes 230/300/TH-55, suivi ensuite par le Hughes OH-6 Cayuse et ses versions civiles les Hughes 500 et 500 Defender. Hughes développa également le AH-64 Apache.
En 1984, McDonnell Douglas (MDD) racheta Hughes Helicopters, et continua à produire tous les modèles sauf le Hughes 300 dont la licence de production fut cédée à Schweizer Aircraft.
En 1997 lors de la fusion entre MDD et Boeing, Boeing décida de revendre l’activité hélicoptères à Bell Helicopter, mais la Federal Trade Commission (FTC) s’opposa à cette vente. En 1999 Boeing céda la production des appareils civils à MD Helicopter Holdings Inc., une filiale du groupe hollandais RDM Holding Inc, en garda la production des hélicoptères militaires ainsi que les droits du système NOTAR.
Après des résultats financiers désastreux, le fonds d’investissement Patriarch Partners LLC racheta MD Helicopter Holdings Inc. en 2005, la renomma « MD Helicopters », la recapitalisa, et la rendit financièrement indépendante.
À ce jour MD Helicopters produit toujours les MD-500, MD-520, MD-530, MD-600 et MD-900